# 1 (album, The Beatles)
1 je kompilacijski album angleške rock skupine The Beatles, ki je izšel 13. novembra 2000, na 30. obletnico razpada Beatlov. Album vsebuje vse single Beatlov, ki so med letoma 1962 in 1970 na britanskih in ameriških lestvicah dosegli prvo mesto.
1 je bil najbolj prodajan album desetletja (2000 - 2009). Album je bil ponovno izdan septembra 2011. Album je izšel na zgoščenki in LP plošči.

## Seznam skladb
Vse skladbe sta napisala John Lennon in Paul McCartney, razen skladbe »Something«, ki jo je napisal George Harrison. Prve tri skladbe so v mono formatu, vse ostale so v stereo formatu.
Zgoščenka
| Št. | Naslov                        | Dolžina |
| --- | ----------------------------- | ------- |
| 1.  | „Love Me Do‟                  | 1:45    |
| 2.  | „From Me to You‟              | 1:47    |
| 3.  | „She Loves You‟               | 2:21    |
| 4.  | „I Want to Hold Your Hand‟    | 2:24    |
| 5.  | „Can't Buy Me Love‟           | 2:11    |
| 6.  | „A Hard Day's Night‟          | 2:33    |
| 7.  | „I Feel Fine‟                 | 2:18    |
| 8.  | „Eight Days a Week‟           | 2:44    |
| 9.  | „Ticket to Ride‟              | 3:01    |
| 10. | „Help!‟                       | 1:45    |
| 11. | „Yesterday‟                   | 2:05    |
| 12. | „Day Tripper‟                 | 2:48    |
| 13. | „We Can Work It Out‟          | 2:15    |
| 14. | „Paperback Writer‟            | 2:11    |
| 15. | „Yellow Submarine‟            | 2:06    |
| 16. | „Eleanor Rigby‟               | 2:37    |
| 17. | „Penny Lane‟                  | 1:15    |
| 18. | „All You Need Is Love‟        | 3:00    |
| 19. | „Hello, Goodbye‟              | 4:01    |
| 20. | „Lady Madonna‟                | 2:09    |
| 21. | „Hey Jude‟                    | 6:46    |
| 22. | „Get Back‟                    | 3:12    |
| 23. | „The Ballad of John and Yoko‟ | 3:00    |
| 24. | „Something‟                   | 3:01    |
| 25. | „Come Together‟               | 4:18    |
| 26. | „Let It Be‟                   | 3:23    |
| 27. | „The Long and Winding Road‟   | 3:35    |

LP plošča
Vsaka od štirih strani LP plošče predstavlja različne faze Beatlesov: obdobje Beatlemanie, pred psihedelično obobje, psihedelično obdobje in rockovsko obdobje.
| Stran 1 (1962–64) 1. »Love Me Do« 2. »From Me to You« 3. »She Loves You« 4. »I Want to Hold Your Hand« 5. »Can't Buy Me Love« 6. »A Hard Day's Night« 7. »I Feel Fine« 8. »Eight Days a Week« Stran 2 (1965–66) 1. »Ticket to Ride« 2. »Help!« 3. »Yesterday« 4. »Day Tripper« 5. »We Can Work It Out« 6. »Paperback Writer« 7. »Yellow Submarine« 8. »Eleanor Rigby« | Stran 3 (1967–68) 1. »Penny Lane« 2. »All You Need Is Love« 3. »Hello, Goodbye« 4. »Lady Madonna« 5. »Hey Jude« Stran 4 (1969–70) 1. »Get Back« 2. »The Ballad of John and Yoko« 3. »Something« 4. »Come Together« 5. »Let It Be« 6. »The Long and Winding Road« |

## Zasedba

### The Beatles
- John Lennon: vokal, kitare, klaviature, orglice
- Paul McCartney: vokal, bas kitara, klavir, kitare, bobni pri »The Ballad of John and Yoko«
- George Harrison: kitare, spremljevalni vokal, glavni vokal pri »Something«
- Ringo Starr: bobni, tolkala, glavni vokal pri »Yellow Submarine«

### Dodatni glasbeniki
- George Martin: klavir pri »A Hard Day's Night« in »Penny Lane«
- Andy White: bobni pri »Love Me Do«
- Billy Preston: orgle pri »Let it Be«, električni klavir pri »Get Back«
- Mal Evans: bas boben pri »Yellow Submarine«